# These Things Take Time

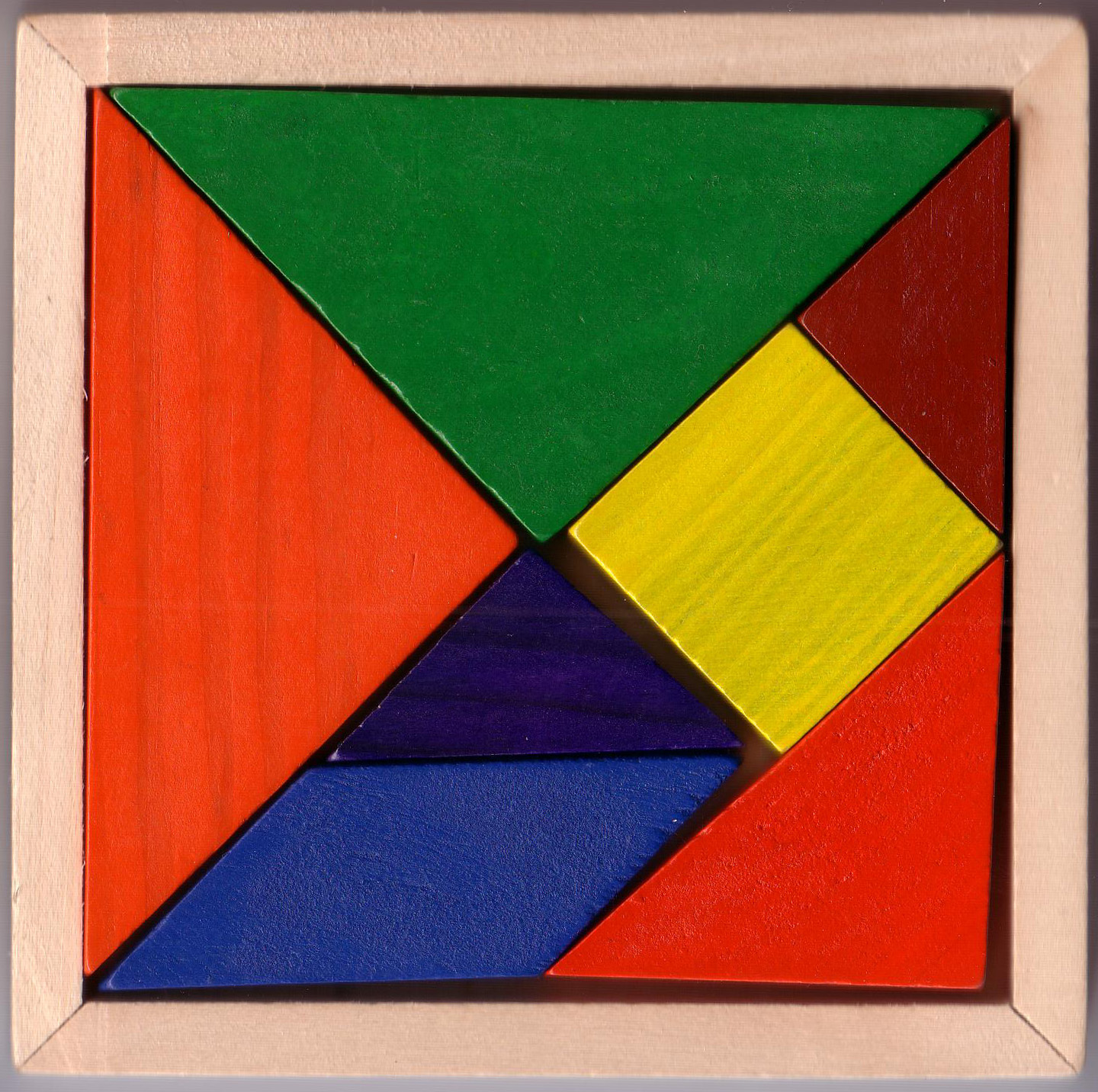
La portada del álbum es un tangram en blanco y negro.

These Things Take Time es el primer álbum de estudio de la artista sueca de synth-pop Molly Nilsson editado en 2008. Se reeditó en álbum doble con la adición de cuatro pistas en 2014. Es su álbum de mayor duración, y la reedición de 2014 el único como álbum doble.

## Historia
Molly Nilsson descubrió la cultura del DIY a través de los fanzines, llegó a realizar algunos de cómic. En 2007 se mudó a Berlín y comenzó a componer canciones primero bajo el nombre de Formerly Know as White Bread (en algunos videos-clip de la época aun conserva este nombre), y poco después adoptó el nombre de Molly Nilsson. Cuando un amigo le enseñó a usar el programa GarageBand, y le dejó un ordenador porque el suyo se había descompuesto, compró un teclado y comenzó a componer canciones que distribuía en tiradas limitadas de CD.

Me sobraba energía y necesitaba encontrar algún modo de sacarla hacia fuera. También tenía muchas noches aburridas que quería llenar con algo.

Entre algunas de sus influencias se encuentran Michael Jackson, Madonna y Whitney Houston.
These Things Take Time tiene bases más simples y minimalistas, mayor ruido de grabación de fondo y menos swing. El álbum pasó desapercibido para el público, aunque no para el underground, John Maus hizo una versión de la canción "Hey Moon!".
Al recordar el álbum y su título en 2022, Nilsson explicó:

Yo estaba diciendo: 'Está bien, paciencia'. Quiero que este romance que tengo con la música dure mucho tiempo. No quiero quemarme o, ya sabes, tirarlo al aire y simplemente ver dónde aterriza”. Así que creo que fue un muy buen punto de partida para mí.

## Producción
El álbum fue producido por Nilsson con el teclado de su entonces compañera de cuarto, y las voces se grabaron en su computadora portátil. Según Nilsson, las canciones del álbum fueron escritas "quizás durante un año", pero estaban "[compuestas de] ideas que [ella] había recopilado [su] vida entera".

## Lanzamiento
El álbum fue autoeditado por Molly Nilsson. Ella misma lo grabó en CD-R, el arte de tapa consistió en una gran cartulina que envuelve al CD, hizo una limitada tirada de 100 copias numeradas por la artista. Se reeditó en 2014 como un álbum doble en vinilo con cuatro canciones extra del mismo periodo. En 2018, el álbum fue reeditado para el Record Store Day. El álbum fue reeditado nuevamente en CD y vinilo el 30 de octubre de 2021.

## Crítica
En 2013, Roberto Rizzo de la revista italiana Onda Rock citó These Things Take Time como uno de los mejores álbumes de los cinco años anteriores. Retrospectivamente, Ed Blair de Bandcamp Daily lo calificó como una "llegada notablemente segura", mientras citaba las canciones "Whiskey Sour" y "Hey Moon!" como favoritos actuales de los fanáticos.

## Lista de canciones
Versión en CD de 2008.

Todas las canciones escritas y compuestas por Molly Nilsson. 
| N.º | Título                                 | Duración |  |
| 1.  | «The Lonely»                           | 3:38     |  |
| 2.  | «The Diamond Song»                     | 4:09     |  |
| 3.  | «8000 days»                            | 3:26     |  |
| 4.  | «Wounds Itch When They Heal»           | 2:16     |  |
| 5.  | «Whiskey Sour»                         | 4:30     |  |
| 6.  | «Poisoned Candy»                       | 3:54     |  |
| 7.  | «(Won't Somebody) Take Me Out Tonight» | 4:44     |  |
| 8.  | «Hey Moon!»                            | 5:24     |  |
| 9.  | «The Home Song»                        | 4:02     |  |
| 10. | «Joyride»                              | 4:46     |  |
| 11. | «We're Never Coming Home»              | 3:49     |  |
| 12. | «Dinosaur Tears»                       | 4:02     |  |
| 13. | «My Dream From Last Night»             | 1:34     |  |

Versión en LP doble de 2014.

Todas las canciones escritas y compuestas por Molly Nilsson. 
| Lado A |                              |          |  |
| N.º    | Título                       | Duración |  |
| 1.     | «The Lonely»                 | 3:38     |  |
| 2.     | «The Diamond Song»           | 4:09     |  |
| 3.     | «8000 days»                  | 3:26     |  |
| 4.     | «Wounds Itch When They Heal» | 2:16     |  |

| Lado B |                                        |          |  |
| N.º    | Título                                 | Duración |  |
| 1.     | «Whiskey Sour»                         | 4:30     |  |
| 2.     | «Poisoned Candy»                       | 3:54     |  |
| 3.     | «(Won't Somebody) Take Me Out Tonight» | 4:44     |  |
| 4.     | «Hey Moon!»                            | 5:24     |  |

| Lado C |                            |          |  |
| N.º    | Título                     | Duración |  |
| 1.     | «The Home Song»            | 4:02     |  |
| 2.     | «Joyride»                  | 4:46     |  |
| 3.     | «We're Never Coming Home»  | 3:49     |  |
| 4.     | «My Dream From Last Night» | 1:34     |  |

| Lado D |                     |          |  |
| N.º    | Título              | Duración |  |
| 1.     | «Zur Tränen Bar»    | 3:46     |  |
| 2.     | «Lend Me Your Love» | 4:37     |  |
| 3.     | «Some Need Powder»  | 2:58     |  |
| 4.     | «Nightlife»         | 4:02     |  |

## Créditos
- Molly Nilsson: sintetizadores, voz, composición, arreglos y producción.